# 핸드스튜디오

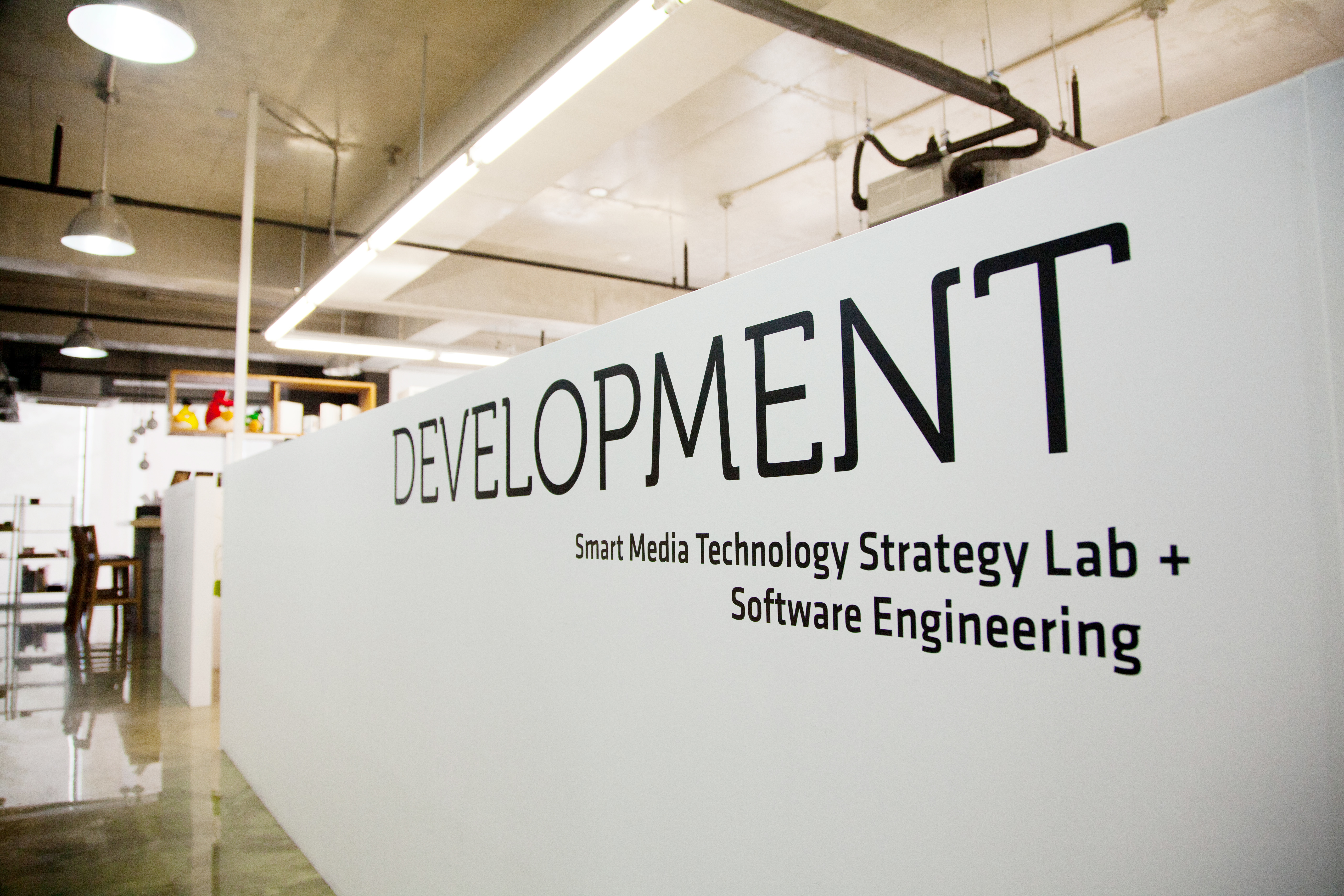
핸드스튜디오 사무실 풍경(2012년 5월 촬영)

핸드스튜디오는 2010년 2월 1일 설립된 스마트 TV 컨텐츠 및 서비스 제작 스튜디오이다. 스마트TV 뿐만 아니라 모바일 애플리케이션, 웹 개발로 저변을 넓히고 있으며 삼성전자 등 다양한 대기업과 연구협업을 주업으로 성장하고 있다. 2015년 YDM에 인수되었고 김동훈 대표이사 체제로 꾸준히 성장하고 있다.